# Gabriel Bethlen
 (avril 2013).
Si vous disposez d'ouvrages ou d'articles de référence ou si vous connaissez des sites web de qualité traitant du thème abordé ici, merci de compléter l'article en donnant les références utiles à sa vérifiabilité et en les liant à la section « Notes et références ».

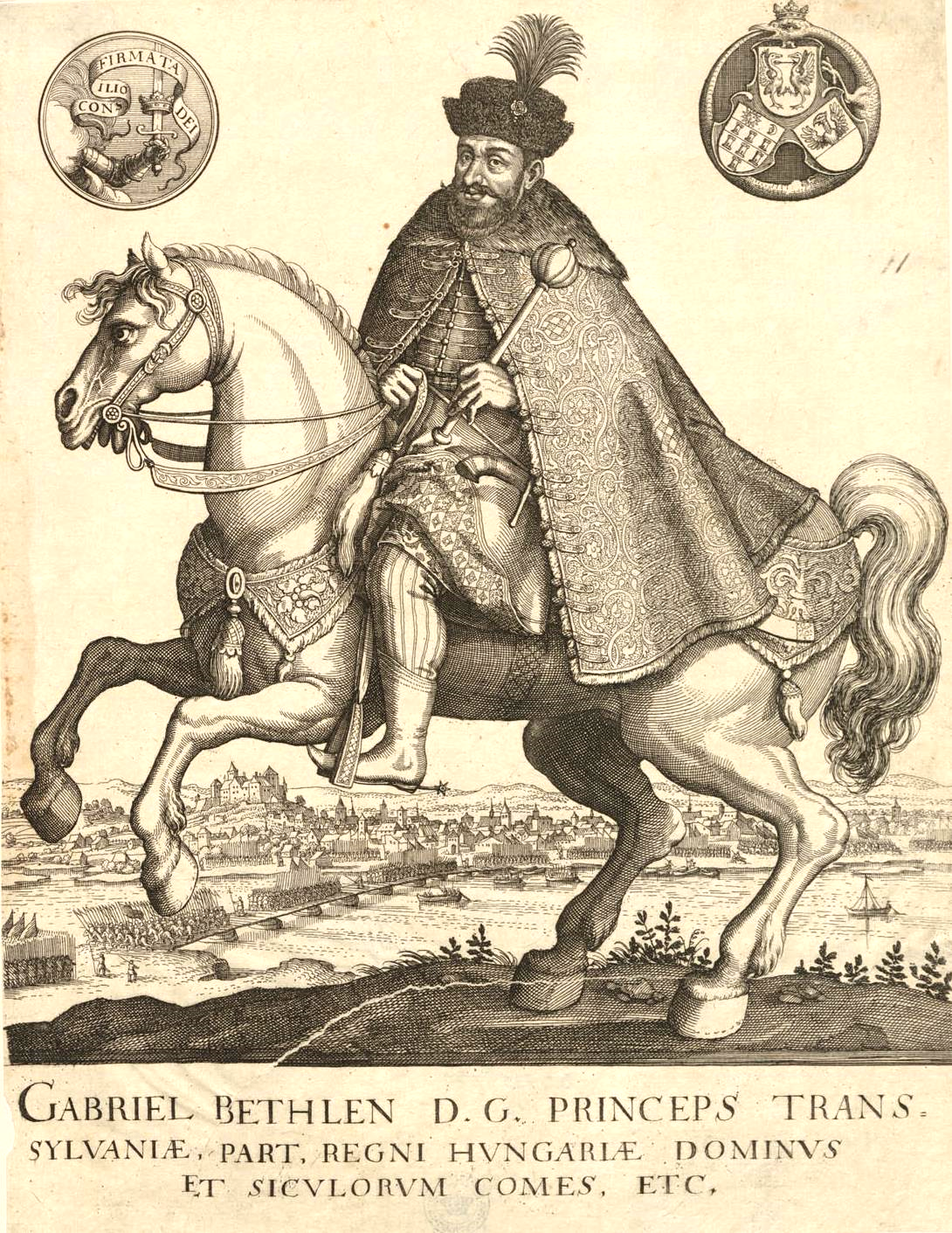
Gabriel Bethlen

Gabriel Bethlen (Iktári Bethlen Gábor en hongrois ; Gabriel Bethlen von Iktár en allemand, Gabriel Bethlen din Budinți en roumain, 1580-1629) est un chef de guerre et un homme politique hongrois transylvain, élu Prince de Transylvanie (1613-1629) et roi de Hongrie (1620-1621, la monarchie étant élective dans ces deux États, ainsi qu'en Pologne et dans les principautés danubiennes).
Il est le meneur d'une insurrection de la noblesse hongroise contre les Habsbourg en Haute-Hongrie, sur le territoire de l'actuelle Slovaquie. Sa dernière intervention armée en 1626 prit une part importante dans le conflit de la guerre de Trente Ans. Il mena une politique étrangère très active, en faveur du protestantisme : alors que la Contre-Réforme sévit en France et dans les possessions des Habsbourg (Autriche, Bohême, Hongrie royale), la Diète transylvaine, par l'Édit de tolérance de 1568, passe en majorité au protestantisme, soit luthérien (adopté par les Saxons), soit calviniste (adopté par une partie des Magyars et des Szeklers occidentaux), soit unitarien (adopté par une partie des Magyars). Dans cet édit de tolérance transylvain, ces quatre confessions (professées par les aristocrates, les bourgeois et les fermiers libres, magyarophones ou germanophones) sont déclarées « acceptées » (receptæ).

## Biographie
Membre de la branche Iktári de la famille Bethlen, Gabriel Bethlen né à Ilia (Marosillye), en actuelle Roumanie, de Farkas (Loup) Bethlen (†1592), gentilhomme hongrois qui fut conseiller et l'un des principaux capitaines de Jean-Sigismond Szapolyai, et de Druzsina (Euphrosine) Lázár (†1593), issue d'une importante famille de la noblesse sicule. À la suite des décès prématurés de leurs parents, Gabriel et son frère Étienne III Bethlen sont placés chez leur oncle András Lázár, au château Lázár de Lăzarea (Szárhegy). Gabriel est par la suite envoyé à la cour du prince Sigismond Báthory de Transylvanie qu'il accompagne pendant sa campagne en Valachie. En 1605 il aide Étienne II Bocskai à devenir prince de Transylvanie et reste son conseiller en chef. Bethlen soutient également son successeur Gabriel Báthory (1608-1613), mais le prince devient jaloux des capacités supérieures de Bethlen et celui-ci, craignant pour sa vie, se réfugie chez les Ottomans.
En 1613, Bethlen mène une grande armée contre le prince Bathory, mais ce dernier est assassiné par deux de ses officiers, et les Turcs placent Bethlen sur le trône, contre l'avis de l'empereur autrichien de Habsbourg, qui préférait un prince plus proche de Vienne que de Constantinople. Le 23 octobre 1613, la Diète de Transylvanie à Cluj (Kolozsvár) confirme le choix de la Sublime Porte. En 1615, Bethlen est officiellement reconnu par l'empereur Mathieu de Habsbourg comme prince de Transylvanie, en échange de l'engagement secret de Bethlen de soutenir les Habsbourg contre les Turcs.
Tout en évitant les cruautés et les excès de ses prédécesseurs, Bethlen établit une variante plutôt éclairée du despotisme patriarcal. Il développe les mines et l'industrie, et nationalise le commerce extérieur de la Transylvanie. Il se construit un nouveau palais à Alba Iulia (Gyulafehérvár), où il entretient une cour somptueuse, soutenant les arts et la culture. Il fonde une académie où il invite pasteurs et professeurs hongrois. Il envoie des étudiants dans les universités protestantes d'Angleterre, des Pays-Bas et d'Allemagne protestante, et confère à tous les pasteurs protestants un titre de noblesse héréditaire. Il oblige les propriétaires terriens à scolariser les enfants de leurs serfs valaques et fait imprimer la Bible en roumain à Brașov.
Une part importante de ses revenus est consacrée à entretenir une armée de mercenaires, avec laquelle il conduit une politique étrangère ambitieuse. Il maintient la paix avec la « Sublime Porte », pour pouvoir mener campagne au nord et à l'est.

La principauté de Transylvanie (dite aussi royaume de Hongrie orientale) sous Gabriel Bethlen

Pendant la guerre de Trente Ans qui ravage l'Europe de l'Ouest, Gabriel Bethlen lutte contre les Habsbourg en Hongrie royale (1619-1626) en raison de leur soutien à la Contre-Réforme, au nom de laquelle ils confisquent les propriétés des Protestants, en violation de la paix de Vienne de 1606, censée mettre un terme au soulèvement de son prédécesseur Étienne Bocskai. Par ailleurs les Habsbourg avaient aussi violé leur accord secret avec Bethlen de 1615, et prolongé leur paix avec l'Empire ottoman pour pouvoir s'agrandir dans le Partium au détriment de Bethlen et en alliance avec György Drugeth de Hommona, capitaine de la Haute-Hongrie (c.-à-d. la Slovaquie orientale et les territoires hongrois adjacents à la Transylvanie).
Tandis que l'empereur Ferdinand II réprime la rébellion tchèque (1618), Bethlen mène ses armées en Haute-Hongrie (Slovaquie actuelle) en août 1619, et occupe la ville de Košice (allemand : Kaschau) en septembre. Il gagne bientôt toute l'actuelle Slovaquie, fixant la capitale de la Hongrie royale à Bratislava (Pozsony ou Presbourg) en octobre, où l'électeur palatin lui remet la couronne hongroise. Puis les troupes de Bethlen se joignent aux troupes tchèques, et ils manquent de prendre Vienne en novembre. Mais Bethlen, attaqué par les troupes de Habsbourg (György Drugeth et des mercenaires polonais) en Slovaquie orientale, est forcé de quitter l'Autriche. Il n'est alors pas opposé à une paix, ni à une suspension préliminaire des hostilités. Des négociations sont ouvertes successivement dans les villes conquises de Bratislava (Pozsony), Košice (Kassa) et Banská Bystrica (Besztercebánya ou Neusohl). Au début, cela ne mène à rien parce que Bethlen insiste pour inclure les Tchèques dans la paix. Mais finalement une trêve est conclue en janvier 1620. Bethlen reçoit 13 comitats dans l'est de la Hongrie. Le 20 août 1620, il est élu roi de Hongrie par la diète de Banská Bystrica avec le consentement des Ottomans. Mais, dans l'espoir d'une réconciliation avec les Habsbourg, Bethlen refuse la couronne. Espoir déçu : en septembre, la guerre reprend en Slovaquie du sud-ouest (actuelle Basse-Autriche).
La défaite des Tchèques face aux troupes de Ferdinand II à la bataille de la Montagne-Blanche (un renfort de 3 000 hommes envoyé par Bethlen arrivera trop tard), en novembre 1620 affaiblit la position de Bethlen face aux Habsbourg. Ferdinand II remporte des victoires et commence à reconquérir les territoires de l'actuelle Slovaquie. Des nouvelles négociations de paix sont entamées, mais Bethlen n'est plus soutenu par les Turcs, ni par les nobles protestants qui espéraient recevoir les propriétés des catholiques. Un traité de paix est conclu à Nikolsburg, le 31 décembre 1621. Bethlen renonce au titre royal, à condition que Ferdinand confirme les accords de Vienne de 1606, sur la liberté de culte aux protestants. En outre Bethlen reçoit le titre (purement formel) de prince « impérial » (de Transylvanie) sur 7 comitats du bassin supérieur de la rivière Tisza (en Slovaquie, en Hongrie du nord-est, en Ruthénie subcarpathique et en Roumanie actuelles), ainsi que les forteresses de Tokaj, de Mukacheve (Munkács) et d'Ecsed, et d'un duché en Silésie.
Par deux fois encore (1623-1624 et 1626) Bethlen lance des campagnes sur le territoire de la Slovaquie actuelle contre Ferdinand II, cette fois en tant qu'allié des puissances protestantes anti-Habsbourg. La première fut conclue par la paix de Vienne en 1624, la seconde par la paix de Presbourg en 1626, les deux confirmant la paix de Nikolsburg de 1621. Après ces campagnes, Bethlen  tente un rapprochement avec la cour de Vienne sur la base d'une alliance contre les Turcs et de son mariage avec une des archiduchesses autrichiennes (sa première épouse, Suzanne Károlyi, étant morte en 1622). Mais Ferdinand ne lui fait pas confiance et rejette ses tentatives d'ouverture. Bethlen est obligé de renoncer à ses projets anti turcs et, à son retour de Vienne il épouse Catherine de Brandebourg, fille de l'électeur de Brandebourg, et s'allie plus étroitement avec les puissances protestantes, particulièrement avec son beau-frère Gustave Adolphe de Suède (leurs épouses étaient sœurs) qui, il l'espère, l'aidera à obtenir la couronne polonaise. Mais il meurt le 15 novembre 1629 sans avoir accompli ces grands desseins.
Gabriel Bethlen est certainement un des personnages les plus saisissants et les plus originaux de son siècle. C'était un calviniste sincère, qui se vantait d'avoir lu la Bible vingt-cinq fois. Il était néanmoins tolérant, aidant même le jésuite Kaldy à traduire et imprimer sa propre version des écritures. 

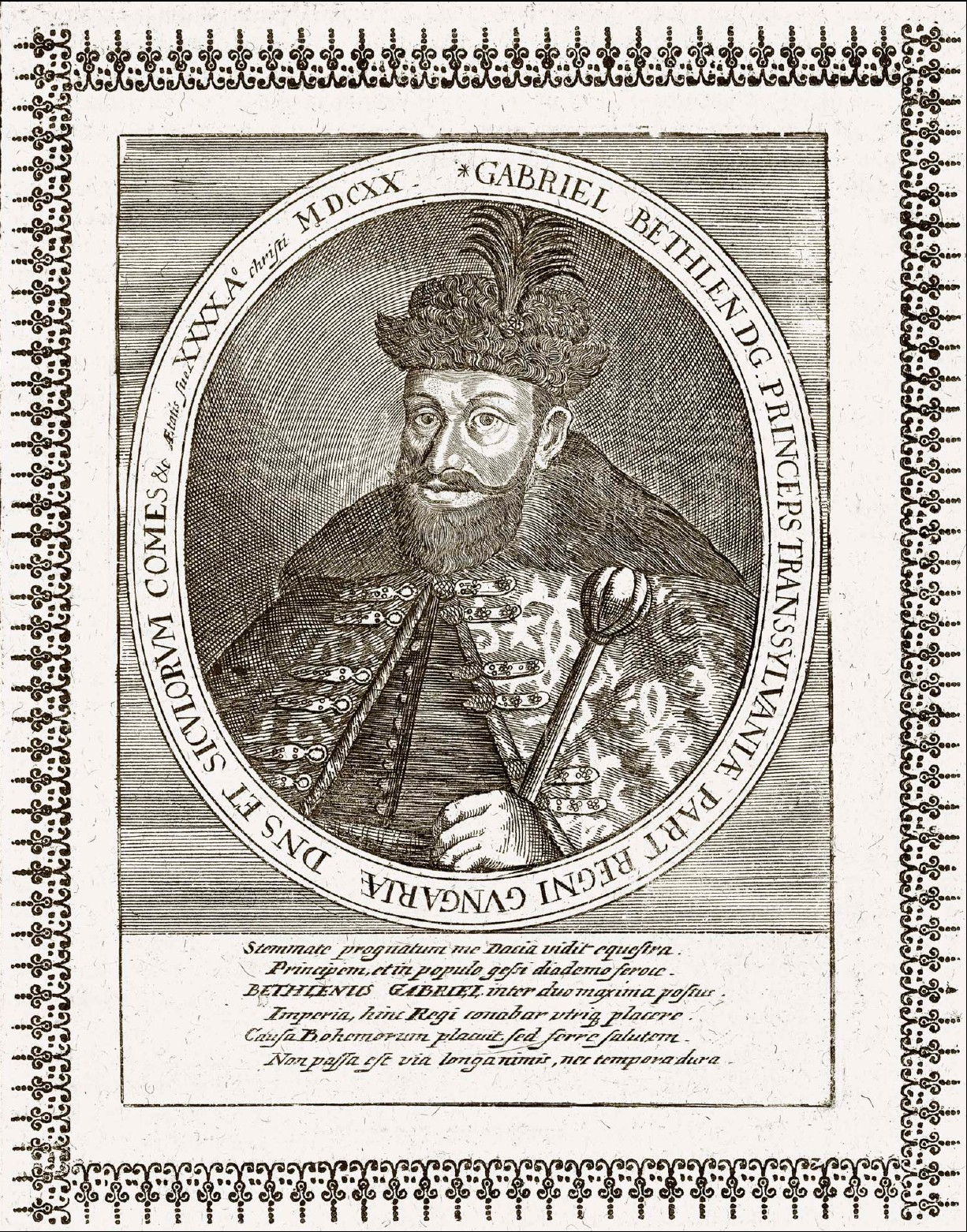
Portrait de Gabriel Bethlen.
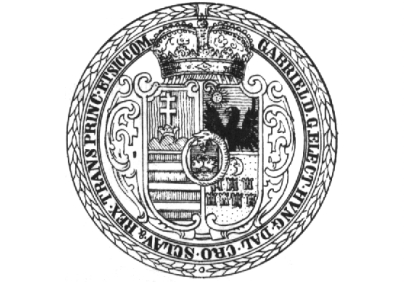
Son sceau.
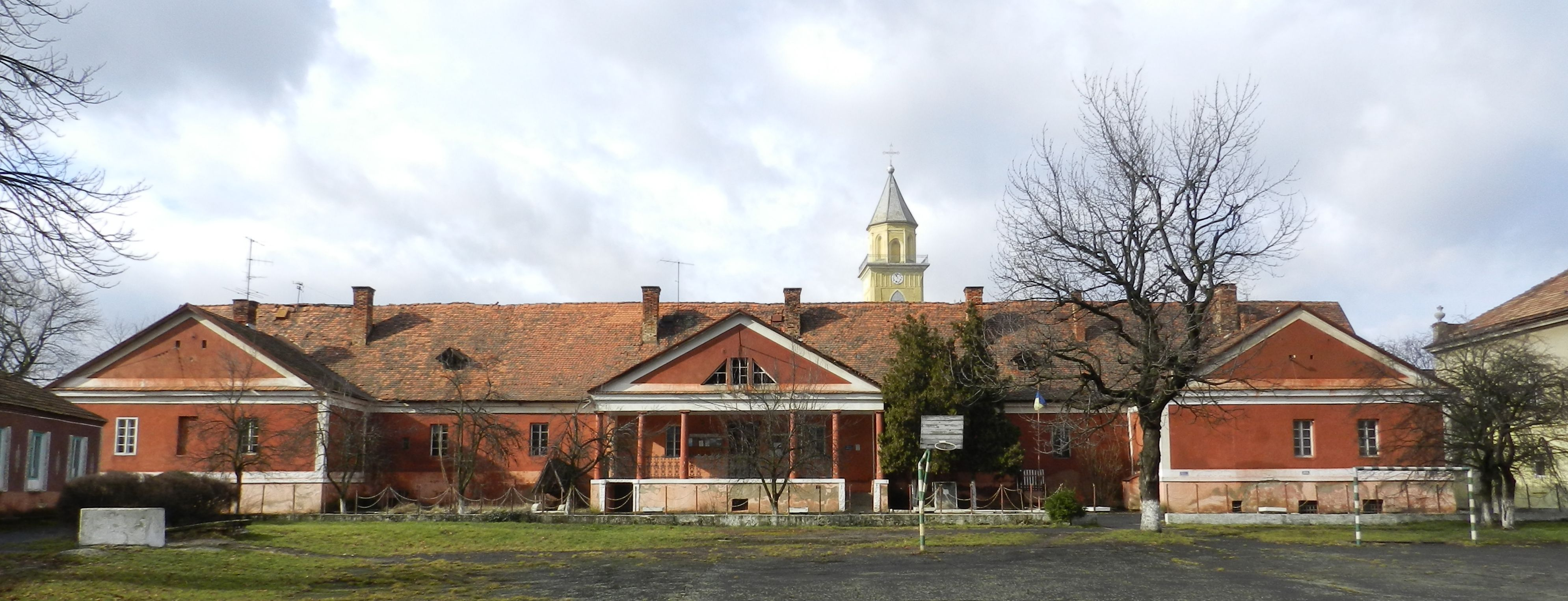
Palais de Gabriel-Bethelen à Berehove[4].
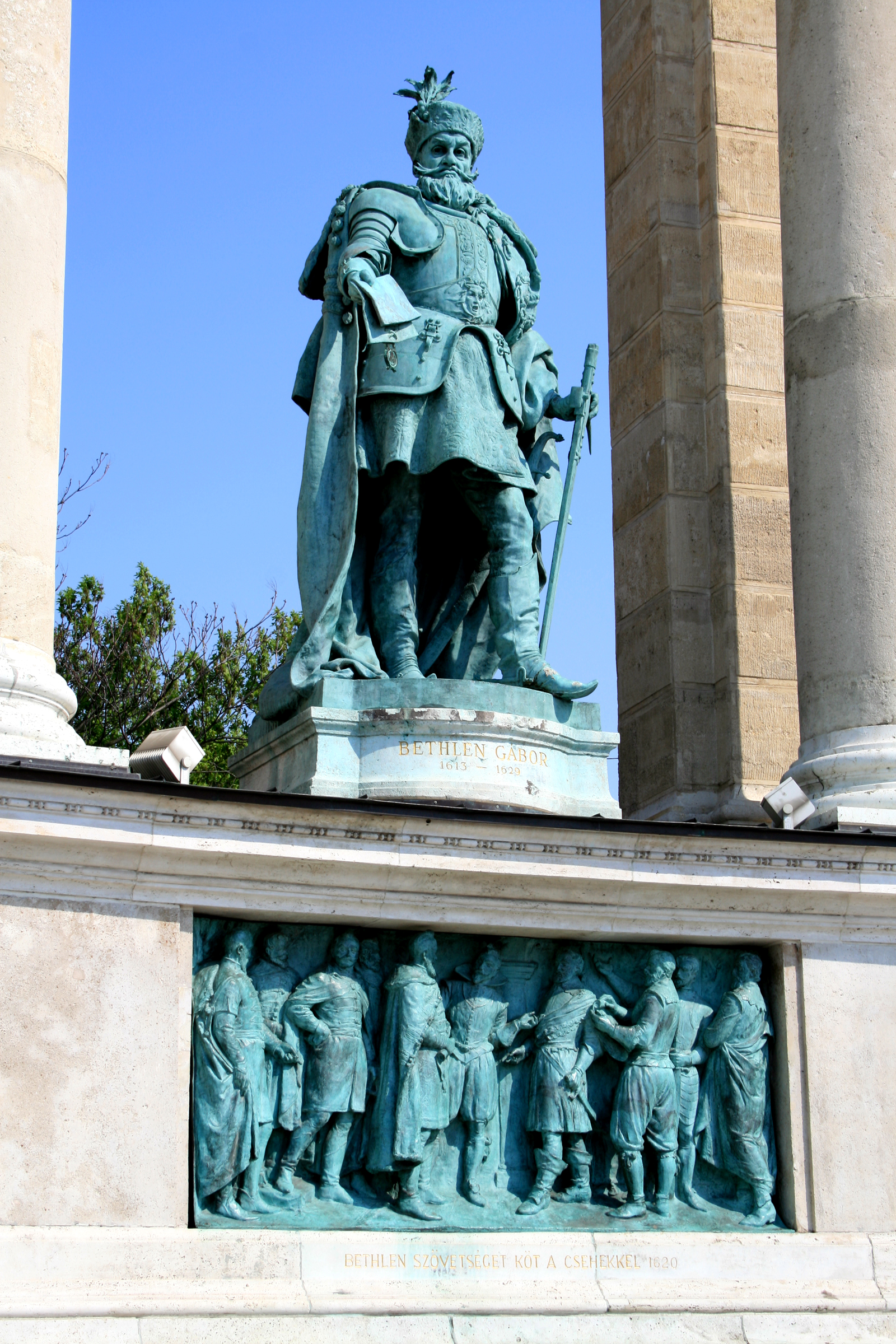
Statue de Bethlen sur l’Hősök tere de Budapest.
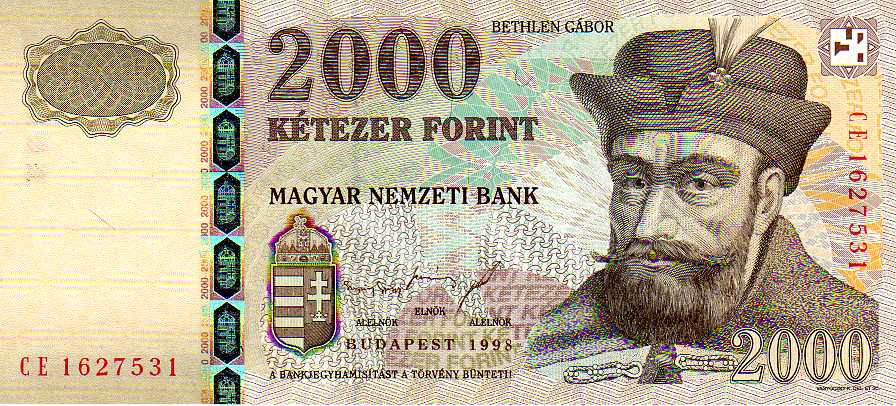
Portrait de Bethlen sur un billet de 2000 forints hongrois (1998).